# Kris Wauters
Kris Wauters (Halle, Bélgica, 21 de diciembre de 1964) es un artista flamenco que trabajó con la banda de Clouseau junto con su hermano Koen Wauters.